# Thalmannsfeld
Thalmannsfeld ist ein Gemeindeteil der Gemeinde Bergen im Landkreis Weißenburg-Gunzenhausen (Mittelfranken, Bayern). Die Gemarkung Thalmannsfeld hat eine Fläche von 6,695 km². Sie ist in 888 Flurstücke aufgeteilt, die eine durchschnittliche Flurstücksfläche von 7539,78 m² haben. In ihr liegen neben dem namensgebenden Ort die Gemeindeteile Dannhausen und Syburg.

## Geografische Lage
Das Kirchdorf liegt etwas zweieinhalb Kilometer westlich von Bergen und 19 Kilometer nordöstlich von Weißenburg. Einige hundert Meter im Nordwesten fließt der Weiherespangraben, auch Augraben genannt, ein Quellbach des Erlenbaches, der wiederum ein rechter Zufluss der Anlauter ist. Die Kreisstraße WUG 14 führt nach Syburg bzw. nach Dannhausen. Die Kreisstraße WUG 32 führt nach Wengen zur Staatsstraße 2227.

## Geschichte
Erstmals urkundlich erwähnt wurde der Ort 1194 als „Thalmannsfelde“.
Im Geographischen statistisch-topographischen Lexikon von Franken (1802) wird er folgendermaßen beschrieben: „Thalmannsfeld, ein von Schenkisches Pfarrdorf des Kantons Altmühl von 33 im Ansbachischen Fraischbezirke Geyern liegenden Unterthanen.“
Mit dem Gemeindeedikt Anfang des 19. Jahrhunderts entstand die Ruralgemeinde Thalmannsfeld, zu der Dannhausen und Syburg gehörten. Am 1. Mai 1978 wurde diese nach Bergen eingemeindet.

### Einwohnerentwicklung
Gemeinde Thalmannsfeld
| Jahr          | 1910 | 1933 | 1939 |
| Einwohnerzahl | 378  | 356  | 327  |

## Baudenkmäler

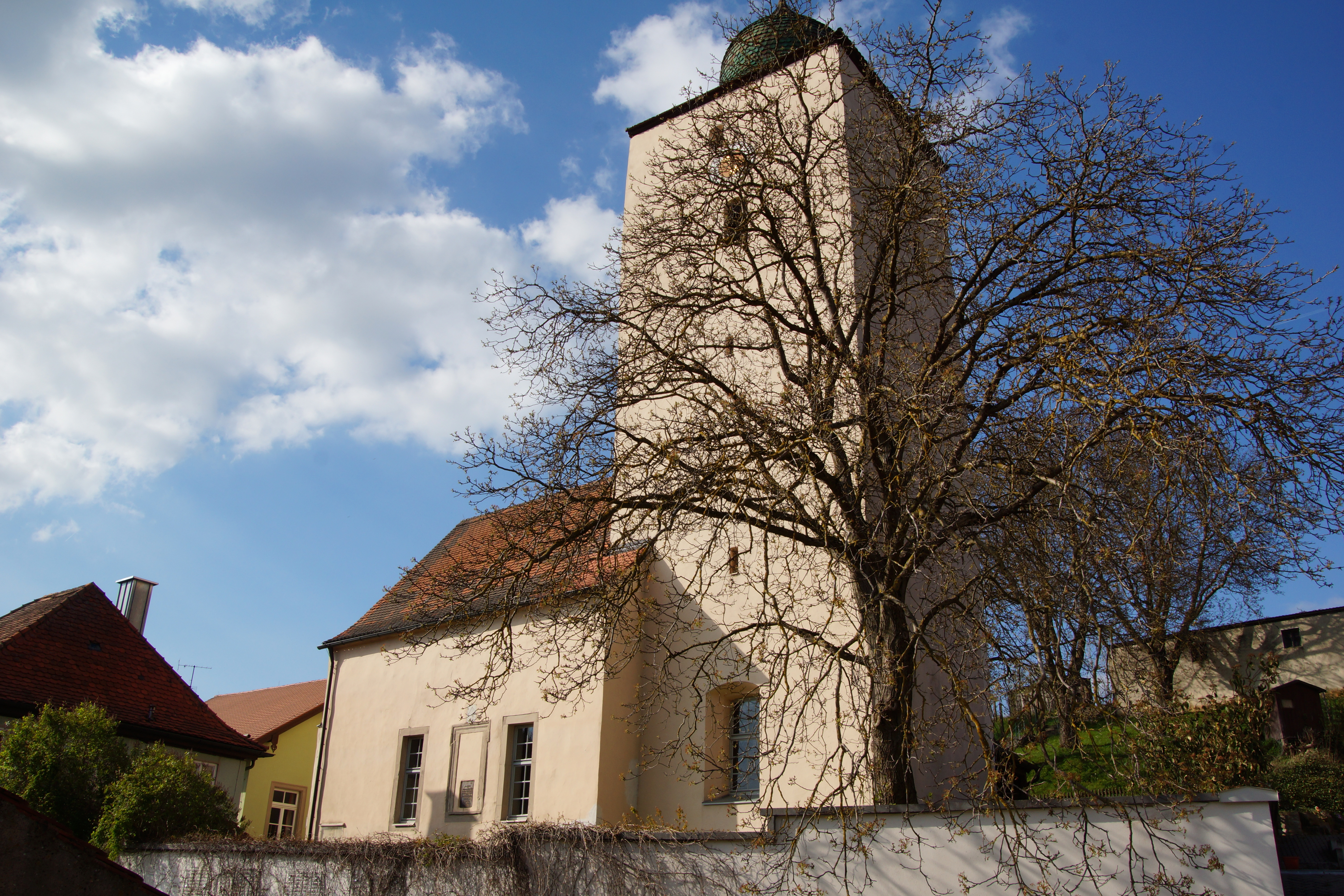
Kirche St. Ulrich

- St. Ulrich: Evangelisch-lutherische Pfarrkirche, Chorturmkirche, im Kern 14. Jahrhundert, 1717 erneuert und barockisiert; mit Ausstattung.

## Unternehmen
- Felsenbräu Thalmannsfeld

## Söhne und Töchter des Ortes
- Georg Rusam (1867–1946), Pfarrer